# 敷村良子
敷村 良子（しきむら よしこ、1961年 - ）は、日本の小説家・随筆家。新潟県在住。夫は新潟国際情報大学学長の越智敏夫。
愛媛県松山市出身。愛媛県立松山東高等学校、放送大学卒業。
1995年『がんばっていきまっしょい』で松山市主催の坊っちゃん文学賞を受賞。著作は映画化、テレビドラマ化、劇場アニメ化された。
漫画家、オペラ歌手の五島傅明は高校の先輩で、『がんばっていきまっしょい』に登場する生徒会長のモデルだという。

## 作品
- がんばっていきまっしょい
- 明日は明日のカキクケコ
- 坊っちゃん列車かまたき青春記